# Láska na špičkách
Láska na špičkách je romantická komedie z roku 2021 režiséra Petra Zahrádky a scenáristky Adély Kroupové. Film pojednává o bývalé baletce, která se s rodinou přesune z Prahy do malého města, kde začne na umělecké škole vést kroužek pohybové výchovy. Postupem času se ale dostane do problémů a s pomocí skupiny dobrovolných hasičů se pokusí znovu uspět v pracovním i osobním životě.
Natáčení filmu začalo v červenci 2020 na Šumavě, druhá část natáčení probíhala na jaře 2021. Píseň k filmu, s názvem Daleko blíž, složila skupina The Others.
V hlavních rolích se objevili Vica Kerekes, Ondřej Veselý, Jiří Havelka a Valentýna Bečková. Film měl v českých kinech premiéru 14. října 2021.

## O filmu
Tereza, bývalá primabalerína Národního divadla, která kvůli úrazu musela skončit s kariérou profesionální tanečnice, přijíždí se svým manželem Petrem a s dcerou Maruškou do malého města na Broumovsku. Usadí se v mlýně, který Tereza zdědila po své babičce a chce ho zrekonstruovat, aby rodině vytvořila nový domov. Začne si přivydělávat výukou tance v místní umělecké škole. Najednou se ale začne vše hroutit: její manželství ale prochází krizí, proti Tereze se obrátí celé město a přijde o taneční sál. Během požáru mlýna Tereza pozná skupinu dobrovolných hasičů, kteří ji chtějí pomoci. Tereza se do jednoho z nich zamiluje a dostane nápad, jak zachovat existenci tanečního kroužku: přihlásí jej do taneční soutěže v Praze. 

## Obsazení
| Vica Kerekes       | Tereza                            |
| Ondřej Veselý      | Edmund, dobrovolný hasič          |
| Jiří Havelka       | Petr, Terezin manžel              |
| Valentýna Bečková  | Maruška, dcera Terezy a Petra     |
| Leoš Noha          | dobrovolný hasič                  |
| Jakub Kohák        | Pepa, dobrovolný hasič            |
| Robert Mikluš      | Pája Geryk, dobrovolný hasič      |
| Igor Chmela        | Tošovský, dobrovolný hasič        |
| Jana Stryková      | Katka, Terezina kamarádka         |
| Linda Rybová       | Terezina kamarádka                |
| Jitka Schneiderová | Zuzana Nosková, manželka starosty |
| Tomáš Jeřábek      | Vladan Berka                      |
| Jiří Ployhar       | starosta Robert Nosek             |
| Pavel Nový         | Vladimír Hampl                    |
| Bohumil Klepl      |                                   |
| Jana Paulová       |                                   |

## Recenze
- Mirka Spáčilová, IDNES.cz, 18. října 2021, [7]
- Lenka Vosyková, Červený koberec, 21. října 2021, [8]